# Paul Passy

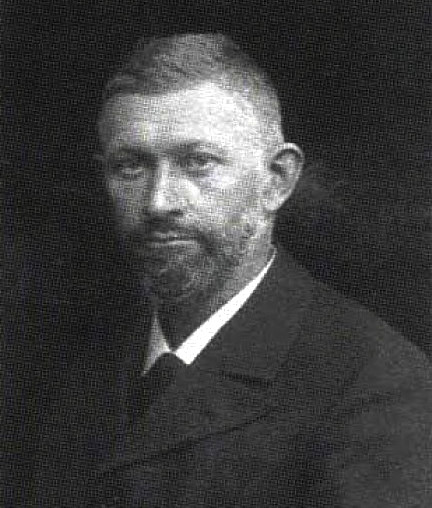
Paul Passy, 1901

Paul Édouard Passy (* 13. Januar 1859 in Versailles; † 21. März 1940 in Bourg-la-Reine) war ein französischer Linguist und Gründer der International Phonetic Association im Jahr 1886. Er nahm an der Ausarbeitung des Internationalen Phonetischen Alphabets (IPA) teil.
Paul Passy war der Sohn des Ökonomen und späteren Abgeordneten Frédéric Passy, der 1901 einer der beiden ersten Träger des Friedensnobelpreises war. Der Sohn konvertierte 1878 von der katholischen Kirche zum Protestantismus und wurde Laienprediger in der evangelischen Baptistenkirche. Im selben Jahr schloss er sein Studium mit der Licence dès lettres ab.
Passy wurde 1879 Lehrbeauftragter für Englisch und im Jahr darauf Professor an der École normale (Lehrerseminar) des Départements Seine. In dieser Zeit arbeitete er an dem von Ferdinand Buisson geleiteten Dictionnaire de pédagogie et d’instruction primaire mit. 1882 erhielt er die Erlaubnis, im Englischunterricht an der École normale mit seiner Methode eines phonetischen Alphabets zu experimentieren, was seine Kollegen und Vorgesetzten aber nicht überzeugte. Nach Ansicht des Schulleiters „verunstaltete diese unglückliche phonetische Darstellung“ die englische Sprache „bis zur Unkenntlichkeit sogar in den Augen der Engländer selbst“. Passy ließ sich davon aber nicht abbringen, er gehörte 1886 zu den Gründern der International Phonetic Association (Association phonétique internationale), war lange Zeit deren Generalsekretär und ab 1927 ihr Präsident.
Er wurde 1891 mit einer Studie über phonetische Veränderungen und ihre allgemeinen Merkmale promoviert, die mit dem Prix Volney des Institut de France ausgezeichnet wurde. 1894 wurde er als Directeur d’études auf den Lehrstuhl für Allgemeine und vergleichende Phonetik der École pratique des hautes études (EPHE) in Paris berufen, den er bis zu seinem Eintritt in den Ruhestand 1926 innehatte. Er ließ von Anfang an Frauen zu seinen Vorlesungen zu, was damals nicht selbstverständlich war. Zu seinen Schülern zählte Daniel Jones, der Passy bescheinigte, die Phonetik als „lebendige“ Wissenschaft etabliert zu haben.
In der Zeit der Dreyfus-Affäre schloss sich Passy 1898 der Französischen Liga für Menschenrechte an. Außerdem gehörte er der sozialistischen Gruppe in Bourg-la-Reine und ab 1906 der sozialistischen Partei Section française de l’Internationale ouvrière (SFIO) an. Er war 1908 Mitbegründer der Union des Socialistes Chrétiens und Chefredakteur von deren Zeitung L’Espoir du Monde. 1909 gründete er die in Gemeinschaftseigentum stehende landwirtschaftliche Kolonie Liéfra (abgeleitet von Liberté-Égalité-Fraternité) in der Nähe von Fontette (Département Aube). Von 1913 bis 1917 war er seines Professorenpostens enthoben, weil er angesichts der Verlängerung der Wehrpflicht von zwei auf drei Jahre eine Massendesertion befürwortet hatte. Trotz seines Pazifismus hielt er Frankreichs Kampf im Ersten Weltkrieg als Selbstverteidigung für legitim. Den Kommunismus leninscher Prägung lehnte Passy ab, seine Variante des Sozialismus hatte dagegen anarchistische Elemente. Außerdem kritisierte er bestimmte Aspekte des Maschinismus, lehnte die industrielle Erzeugung von Lebensmitteln ab, setzte sich gegen Autounfälle ein und war ein überzeugter Anhänger der Freikörperkultur.